# Zoological Studies
Zoological Studies ist ein zweimonatlich erscheinendes Fachjournal für Zoologie auf Englisch. Es erscheint in Taiwan und veröffentlicht Papers von taiwanischen und internationalen Wissenschaftlern. Herausgeber ist die Academia Sinica.
Im Science Citation Index ist das Journal gelistet. Das Magazin veröffentlicht Beiträge zur Verhaltensbiologie, Ökologie, Evolution, Systematik und Biogeographie Tier-Pflanzeninteraktion und andere.